# Vicepresidente della giunta regionale
Nell'ordinamento italiano il vicepresidente della giunta regionale (o vicepresidente della regione) è un componente della giunta regionale che sostituisce il presidente della stessa in caso di assenza o impedimento temporanei
Si tratta di un componente della giunta al quale il presidente ha attribuito questa funzione, di solito cumulata con lo svolgimento delle normali funzioni assessorili. Nella pratica la nomina del vicepresidente, analogamente a quanto avviene per il vicepresidente del Consiglio a livello nazionale, ha lo scopo di assicurare visibilità a partiti della coalizione di maggioranza diversi da quello che esprime il presidente.
La figura non è prevista dalla Costituzione ma è stata introdotta da tutti gli statuti regionali. Peraltro, come chiarito anche dalla Corte Costituzionale, lo statuto di una regione a statuto ordinario non può prevedere che il vicepresidente, nominato dal presidente, subentri al presidente eletto a suffragio universale e diretto, in caso di sfiducia, rimozione, impedimento permanente, morte o dimissioni volontarie dello stesso, fino al termine della legislatura, poiché, diversamente, verrebbe aggirato il principio simul stabunt vel simul cadent, sancito dall'art. 126 della Costituzione, che fa conseguire a tali circostanze le dimissioni della giunta e il contestuale scioglimento del consiglio regionale. In questi casi subentra solo, per l'ordinaria amministrazione, fino alla data fissata per le elezioni anticipate.

## Vicepresidenti in carica
|                       |                |                      |                  |                          |                      |
| Regione               | Vicepresidente | Vicepresidente       | Inizio mandato   | Partito                  | Presidente           |
| Valle d'Aosta         |                | Luigi Bertschy       | 21 ottobre 2020  | Union Valdôtaine         | Renzo Testolin       |
| Piemonte              |                | Elena Chiorino       | 24 giugno 2024   | Fratelli d'Italia        | Alberto Cirio        |
| Liguria               |                | Alessandro Piana     | 21 ottobre 2020  | Lega per Salvini Premier | Alessandro Piana     |
| Lombardia             |                | Marco Alparone       | 3 marzo 2023     | Fratelli d'Italia        | Attilio Fontana      |
| Veneto                |                | Elisa De Berti       | 17 ottobre 2020  | Lega per Salvini Premier | Luca Zaia            |
| Trentino-Alto Adige   |                | Giulia Zanotelli     | 13 marzo 2024    | Lega per Salvini premier | Arno Kompatscher     |
| Friuli-Venezia Giulia |                | Mario Anzil          | 23 aprile 2023   | Fratelli d'Italia        | Massimiliano Fedriga |
| Emilia-Romagna        |                | Vincenzo Colla       | 13 dicembre 2024 | Partito Democratico      | Michele De Pascale   |
| Toscana               |                | Stefania Saccardi    | 30 luglio 2015   | Italia Viva              | Eugenio Giani        |
| Marche                |                | Filippo Saltamartini | 19 ottobre 2022  | Lega per Salvini Premier | Francesco Acquaroli  |
| Umbria                |                | Tommaso Bori         | 18 dicembre 2024 | Partito Democratico      | Stefania Proietti    |
| Lazio                 |                | Roberta Angelilli    | 2 marzo 2023     | Fratelli d'Italia        | Francesco Rocca      |
| Abruzzo               |                | Emanuele Imprudente  | 6 marzo 2019     | Lega per Salvini Premier | Marco Marsilio       |
| Molise                |                | Andrea Di Lucente    | 28 luglio 2023   | Forza Italia             | Francesco Roberti    |
| Campania              |                | Fulvio Bonavitacola  | 6 luglio 2015    | Partito Democratico      | Vincenzo De Luca     |
| Basilicata            |                | Francesco Fanelli    | 10 maggio 2019   | Lega per Salvini Premier | Vito Bardi           |
| Puglia                |                | Raffaele Piemontese  | 31 luglio 2015   | Partito Democratico      | Michele Emiliano     |
| Calabria              |                | Filippo Pietropaolo  | 17 luglio 2024   | Fratelli d'Italia        | Roberto Occhiuto     |
| Sicilia               |                | Vacante              |                  |                          | Renato Schifani      |
| Sardegna              |                | Giuseppe Meloni      | 9 aprile 2024    | Partito Democratico      | Alessandra Todde     |
|                       |                |                      |                  |                          |                      |